# Chassalia longiloba
Chassalia longiloba là một loài thực vật có hoa trong họ Thiến thảo. Loài này được Borhidi & Verdc. mô tả khoa học đầu tiên năm 1990.